# St. Georg (Unterhaunstadt)

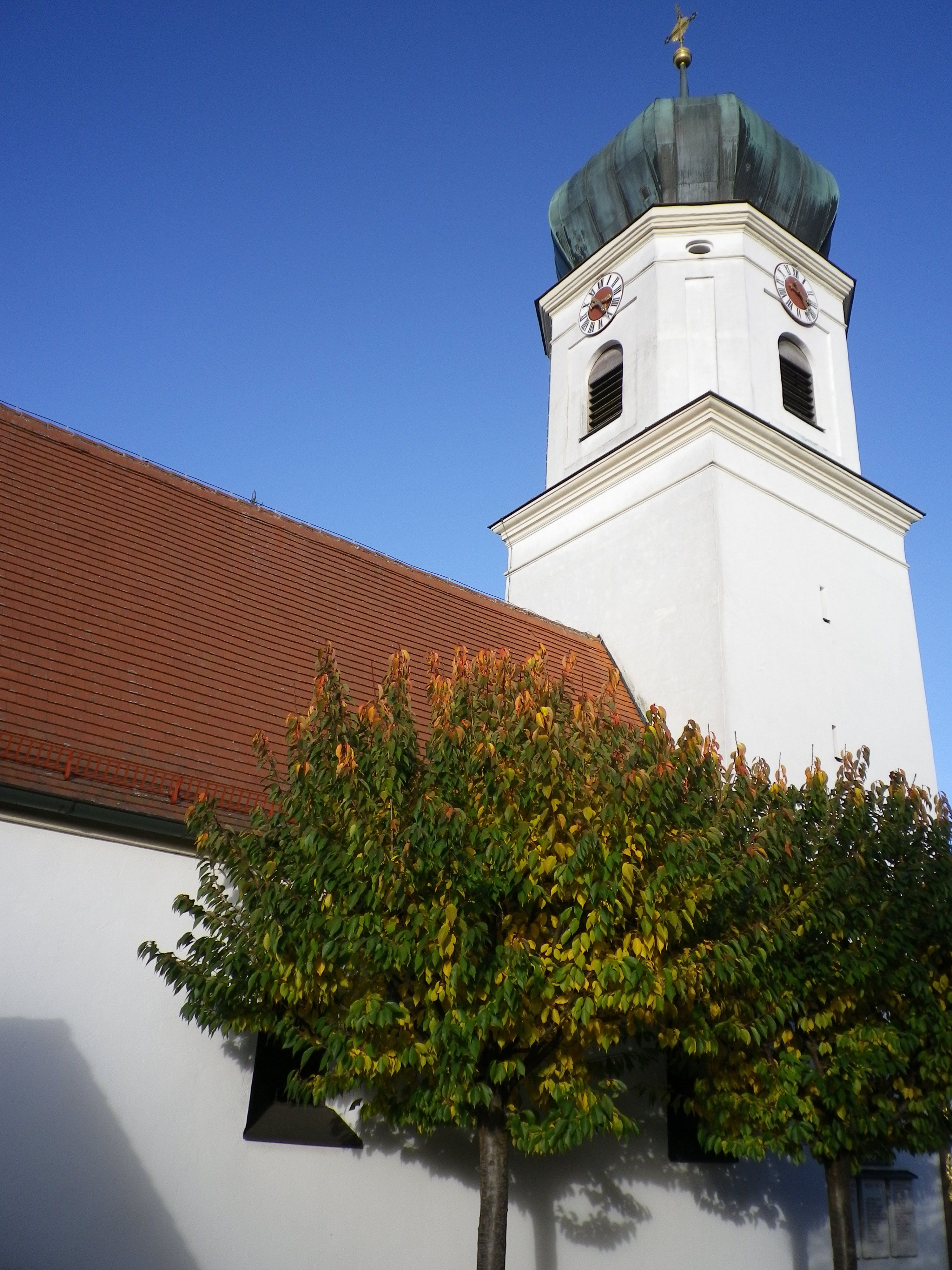
St. Georg in Unterhaunstadt

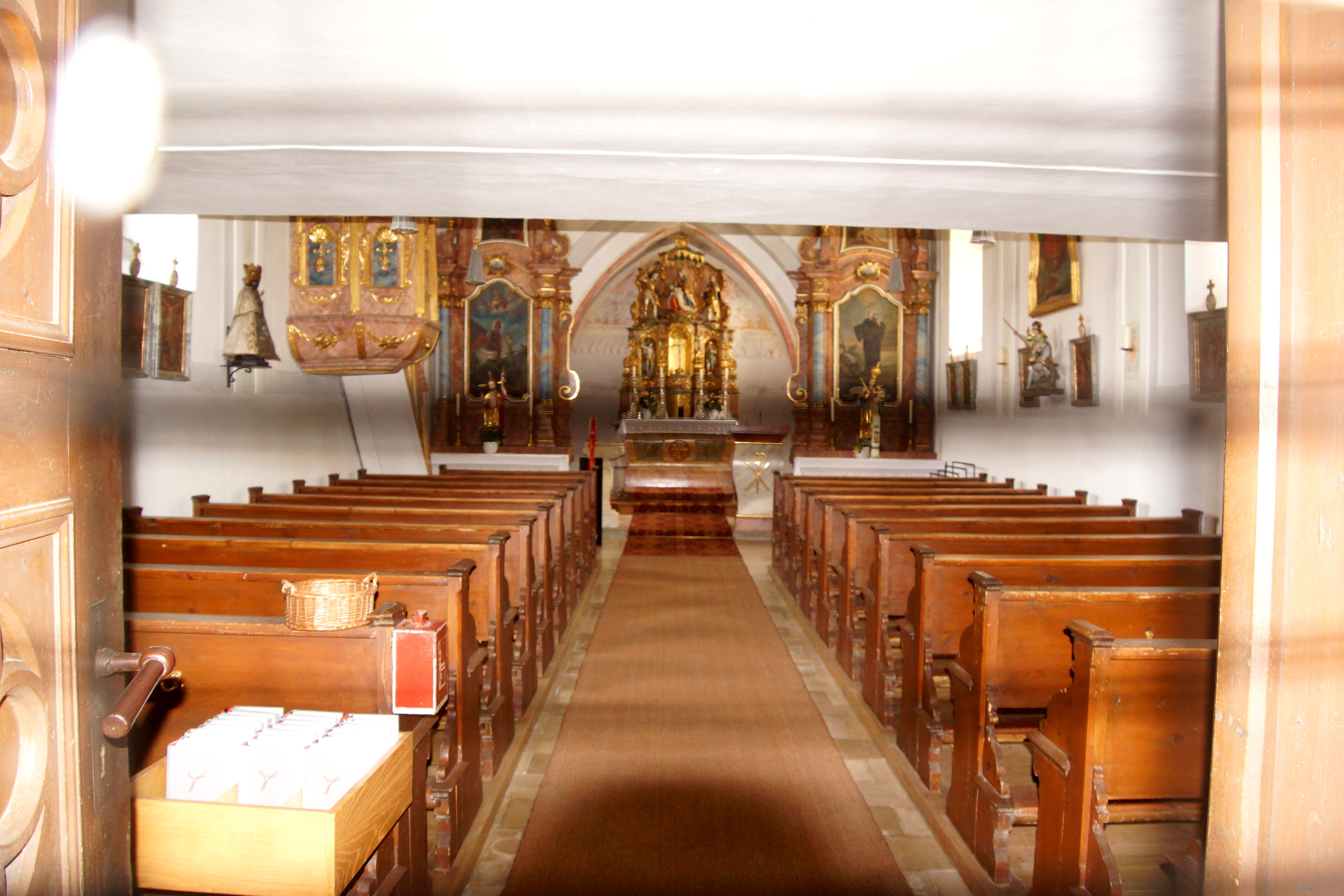
Innenansicht

Die römisch-katholische Filialkirche St. Georg steht in Unterhaunstadt, einem Gemeindeteil des Stadtbezirks Oberhaunstadt der oberbayerischen Stadt Ingolstadt. Sie ist in der Liste der Baudenkmäler in Ingolstadt unter der Nr. D-1-61-000-595 eingetragen. Die Kirche gehört zum Dekanat Ingolstadt im Bistum Eichstätt.

## Beschreibung
Die Saalkirche besteht aus dem Langhaus, bei dem Teile vom Vorgängerbau übernommen wurden, und dem spätgotischen Chorturm auf quadratischem Grundriss im Osten. Sie wurde im 17./18. Jahrhundert barock umgestaltet. Der Chorturm wurde mit einem achteckigen Geschoss aufgestockt, das die Turmuhr und den Glockenstuhl mit zwei alte Glocken enthält, und mit einer Zwiebelhaube bedeckt. Die Glocken mit den Schlagtönen c′ und d′ wurden 1515 von der Nürnberger Gießhütte und 1571 von Hilibrant Weigel, Ingolstadt, gegossen.
Das Langhaus ist mit einer Flachdecke überspannt, der Chor im Erdgeschoss des Turms mit einem Kreuzgratgewölbe. 
Die Altäre im Stil des Spätbarock stammen aus der Zeit um 1780; der Hochaltar entstand wahrscheinlich schon wenig früher. Über seinem Expositorium mit Kruzifix, der Nische über dem Tabernakel zur Aussetzung des Allerheiligsten bei sakramentalen Andachten, steht eine Pietà des frühen 16. Jahrhunderts, links von ihr der heilige Georg, der Kirchenpatron, im Kampf mit dem Drachen, rechts ein heiliger Mönch. Links und rechts des Expositoriums stehen in rundbogigen Nischen kleine Figuren.
Die Elektronische Orgel hat 19 Register, verteilt auf zwei Manualen und Pedal.